# Юрандово (Вармінсько-Мазурське воєводство)
Юрандово (пол. Jurandowo, нім. Rosenort) — село в Польщі, у гміні Маркуси Ельблонзького повіту Вармінсько-Мазурського воєводства.
Населення — 38 осіб (2011).
У 1975-1998 роках село належало до Ельблонзького воєводства.

## Демографія
Демографічна структура станом на 31 березня 2011 року:
|          | Загалом | Допрацездатний вік | Працездатний вік | Постпрацездатний вік |
| -------- | ------- | ------------------ | ---------------- | -------------------- |
| Чоловіки | 25      | 4                  | 21               | 0                    |
| Жінки    | 13      | 2                  | 10               | 1                    |
| Разом    | 38      | 6                  | 31               | 1                    |